# Henri Millan
Henri Paul Millan, född 10 december 1903 i Gérardmer, Vosges, död 8 oktober 1982 i Vandœuvre-lès-Nancy, Meurthe-et-Moselle, var en fransk längdskidåkare som tävlade under 1920-talet. Vid längdskidåkningen vid olympiska vinterspelen i Sankt Moritz 1928 bröt han femmilen.